# Федеральный суд (Канада)
Федеральный суд (англ. Federal Court, фр. Cour fédérale) — орден судебной власти Канады федерального уровня, рассматривающий иск против федерального правительства, а также дела, связанные с морским правом, авиацией, патентным и авторским правом. Создан в 1973 год, реформирован Законом о федеральных судах 2003 года.

## История
Федеральный суд Канады создан в 1973 году, приняв на себя функции существовавшего до этого Суда казначейской палаты (англ. Exchequer Court). В ведение этой инстанции входило рассмотрение судебных исков против федерального правительства и дел по ряду специализированных тем, включая морское право, авиацию и воздухоплавание, патентное и авторское право.
До 2003 года Федеральный суд Канады состоял из двух отделений — судебного отделения и апелляционного суда. В 2003 году Закон о федеральных судах разделил его на две независимых организации — собственно Федеральный суд и Федеральный апелляционный суд. Последняя из этих инстанций в составе 13 судей рассматривает апелляции на решения Федерального суда, а также осуществляет надзор за формальными решениями федеральных трибуналов.

## Статус и структура
Официально статус Федерального суда приравнен к статусу провинциальных и территориальных главных судов первой инстанции. В его юрисдикцию входят специализированные темы гражданского права, такие как иммиграционное и патентное право. Вышестоящие инстанции включают Федеральный апелляционный суд и Верховный суд Канады.
В состав Федерального суда входят 37 судей, включая председателя; должность председателя с 2011 года занимает Пол С. Крамтон. Главный офис Федерального суда расположен в Оттаве, но его заседания проходят по всей стране.